# Immetalia obiana
Immetalia obiana là một loài bướm đêm trong họ Noctuidae.